# Municipio de Elkin
El municipio de Elkin (en inglés: Elkin Township) es un municipio ubicado en el  condado de Surry en el estado estadounidense de Carolina del Norte. En el año 2010 tenía una población de 6.288 habitantes.

## Geografía
El municipio de Elkin se encuentra ubicado en las coordenadas 36°16′37.48″N 80°50′54.26″O / 36.2770778, -80.8484056.